# Helene Mayer

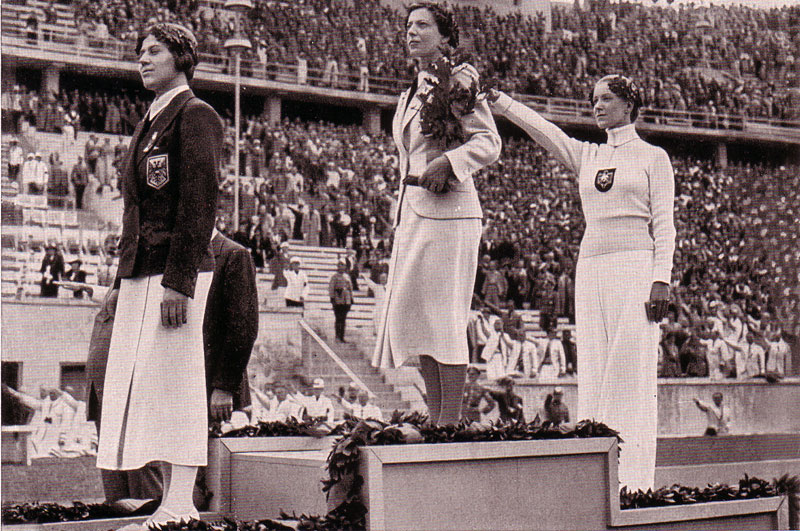
Helene Mayer wykonująca nazistowskie pozdrowienie na IO 1936 w Berlinie

Helene Julia Mayer (później Helene Falkner von Sonnenburg, ur. 20 grudnia 1910 w Offenbach am Main, zm. 15 października 1953 w Heidelbergu) – niemiecka florecistka pochodzenia żydowskiego, dwukrotna medalistka olimpijska i wielokrotna medalistka mistrzostw świata.

## Życiorys
Została wychowana na katoliczkę. Uczęszczała do liceum imienia Schillera we Frankfurcie. W 1923 wygrała mistrzostwa Niemiec juniorów. W następnym roku zdobyła srebrny medal mistrzostw Niemiec seniorów. W latach 1925–1931 sześciokrotnie zdobyła mistrzostwo kraju. W 1928 na igrzyskach olimpijskich w Amsterdamie zdobyła złoty medal. Po igrzyskach olimpijskich w Los Angeles, na których zajęła 5. miejsce, pozostała w Stanach Zjednoczonych. W kwietniu 1933 przestała figurować na liście członków klubu Fechtclub Offenbach. W następnym roku wdała się romans z niemieckim oficerem z marynarki wojennej. W 1936 podczas igrzysk olimpijskich w Berlinie przeszła eliminacje i przystąpiła do finału w Hali Kopułowej Domu Niemieckiego Sportu. Zgodnie z zasadami finały miały charakter ligowy. W walce finałowej z Węgierką Iloną Elek-Schacherer z powodu remisu w ostatniej walce (w pierwszej rundzie 3–3 w drugiej 2–2, w trzeciej 4–4) zdobyła srebrny medal. Podczas ceremonii wręczenia medalu wykonała nazistowskie pozdrowienie, co zostało uznane za zdradę wobec pozostałych Żydów.
Podczas mistrzostw świata w Neapolu w 1929 roku (oficjalnie rozgrywanych pod tą nazwą dopiero od 1937) zdobyła złoty medal w zawodach indywidualnych, wyprzedzając Holenderkę Johannę de Boer i Węgierkę Margit Danÿ. Na rozgrywanych dwa lata później mistrzostwach świata w Wiedniu ponownie zwyciężyła, tym razem wyprzedzając Węgierkę Ernę Bogáti i Austriaczkę Ellen Preis. Złoty medal w turnieju indywidualnym zdobyła również na mistrzostwach świata w Paryżu (1937), plasując się przed Iloną Elek i Ellen Preis. Na tej samej imprezie zdobyła także srebrny medal w turnieju drużynowym.
Zmarła w 1953 na raka piersi.